# Victor Thibault
Victor Thibault (París, 3 de marzo de 1867-Saillans-3 de mayo de 1941) fue un deportista francés que compitió en tiro con arco, en la modalidad de arco recurvo. Participó en los Juegos Olímpicos de París 1900, obteniendo dos medallas de plata, en las pruebas au cordon doré 33 m y au chapelet 33 m.

## Palmarés internacional
| Juegos Olímpicos | Juegos Olímpicos | Juegos Olímpicos | Juegos Olímpicos    |
| Año              | Lugar            | Medalla          | Prueba              |
| ---------------- | ---------------- | ---------------- | ------------------- |
| 1900             | París (Francia)  | Medalla de plata | Au cordon doré 33 m |
| 1900             | París (Francia)  | Medalla de plata | Au chapelet 33 m    |